# Denise Gamzon
Pour les articles homonymes, voir Gamzon.
Denise Gamzon (dite Pivert), née Denise Lévy le 26 avril 1909 à Paris et morte le 26 octobre 2002 à Jérusalem, est l'épouse de Robert Gamzon, fondateur, en 1923, des EIF des Éclaireurs israélites de France, une des principales figures de la Résistance juive en France. Elle partage ses activités durant la Seconde Guerre mondiale et après, en France et en Israël. Après le décès de son époux, elle enseigne à l'université de Tel Aviv.

## Biographie
Denise Lévy,, est née le 26 avril 1909 au  139 rue Lafayette à Paris. Elle est la fille unique de Maximilien Lévy et de Sophie Bernheim, originaires de Mulhouse. mariés en juin 1908.

### Études
En 1917, elle entre au lycée Molière, dans le 16e arrondissement de Paris. Elle passe son baccalauréat en 1926.
Elle entre aux Eclaireuses Israélites de France. Elle commence ses études en classes préparatoires littéraires (Khâgne) au lycée Henri-IV.

### Allemagne
En 1926, Denise Lévy passe un semestre d'été à l'université de Francfort-sur-le-Main. Elle prend conscience de ses racines juives.
De septembre à décembre 1929, elle fait un séjour à Berlin pour préparer sa licence d'Allemand. Elle y rencontre Robert Gamzon, venu pour une courte visite. Ils se connaissaient depuis deux ou trois ans, dans le scoutisme juif: Robert Gamzon étant le Commissaire Général et Denise Lévy, cheftaine adjointe puis cheftaine d’une section d’Éclaireuses.

### Années 1930
Denise Lévy passe son dernier certificat de licence début juillet 1930.
Elle épouse Robert Gamzon civilement le 30 juillet 1930 et religieusement à la Synagogue Buffault dans le 9e arrondissement de Paris, le 4 août 1930 (lendemain de Tisha Beav).
En 1931, Denise Gamzon donne naissance à Lilette (Lia) Gamzon (plus tard, épouse Rosenberg), puis en 1932 à Daniel Gamzon.
En 1934, Denise Gamzon travaille comme secrétaire au "Comité International pour les Intellectuels réfugiés".
En 1936, elle travaille à l'Organisation internationale des femmes sionistes (WIZO) puis au Fonds national juif (KKL),.
En avril 1939, Denise Gamzon entre à l'Alliance Israélite Universelle pour aider au recrutement de membres plus jeunes et à la collecte de fonds. Elle n'y reste que cinq mois.
Elle assiste au Congrès Sioniste à Genève à la mi-août 1939.
En 1939, elle commence à organiser les premières maisons d'enfants dans le sud de la France.

### Seconde Guerre mondiale
En juin 1940, Denise Gamzon est à Perpignan avec ses enfants, Lia Gamzon et Daniel Gamzon, attendant de passer en Espagne puis au Portugal, où ils restent 1 an.
Elle rentre du Portugal en mars 1941. Elle s'installe à Lautrec (Tarn), où elle prend la direction du Chantier,.
En juin 1943, elle donne naissance à Elie Gamzon à Castres,.
Du printemps 1944 à octobre 1944, elle se réfugie en Suisse.
Le 13 novembre 1944, elle donne naissance à (Marianne) Myriam Gamzon.

### Après la guerre
De juin 1946 à l'été 1949, Robert Gamzon dirige l'École Gilbert-Bloch d'Orsay.

### Israël
Les Gamzons font leur Aliyah en Israël à l'été 1949 et s'installent  au kibboutz religieux Sdé Eliahou puis en septembre 1951 au Moshav Nir Etzion (en).
En janvier 1953, ils s'installent à Herzliya, Robert Gamzon ayant trouvé une position d'ingénieur.
Elle devient en 1954 professeur de français au Petit lycée de l'Alliance Israélite Universelle à Ramat-Gan.
En 1959, les Gamzons s'installent à Rehovot. Robert Gamzon travaille à l'Institut Weizmann. Denise Gamzon  enseigne le français au lycée de Ramat Aviv.
Le 1er septembre 1961, Robert Gamzon meurt accidentellement par noyade sur la plage de Palmachim. Il est enterré au cimetière de Rehovot.

### Université de Tel Aviv
En 1961, Denise Gamzon devient Assistante de Français à l'Université de Tel Aviv. 
Durant l'été 1965, elle est invitée au  40e anniversaire des Éclaireuses éclaireurs israélites de France, au Mont Lozère, dans le  Massif central. 
Le 7 novembre 1970, elle soutient sa thèse de Doctorat : "Aspects de l'Ancien Testament dans l'œuvre poétique et dramatique de Paul Claudel"  en Sorbonne. 
En 1977, Denise Gamzon prend sa retraite de l'Université de Tel Aviv. En 1982, elle s'installe à Jérusalem, dans le quartier de Kiriat-Yovel, près de sa fille Myriam Gamzon. En 1993, elle s'installe à Hod Yeroushalayim, dans le quartier de Kiriat-Yovel. Elle publie ses Mémoires en 1997. Elle meurt à Jérusalem le 26 octobre 2002. Elle est enterrée au cimetière de Rehovot aux côtés de Robert Gamzon.

## Œuvres
- Denise Gamzon. Lettre d'Israël - La crise des Kibboutsim. Esprit. 21 ème année, No 4, avril 1953. 7 pages[11]
- Denise Gamzon. Aperçu sur la résistance juive en France pendant la Seconde Guerre mondiale (1939-1945). En collaboration avec David Kessler. Préface de Paul Giniewski. Tel-Aviv : Rédaction de l'ARJ, 1982. 20 pages[12].
- Cahiers Paul Claudel No 7, Avril 1968 : La figure d'Israël - Textes de Jacques Madaule, Paul Claudel, Jean-Baptiste Duroselle, Denise Gamzon, Denise Goitein, Eve Grosjean, Charles Galpérine, André Chouraqui, Georges Cattaui, Claude Vigée, M.-J. Dubois Broché – 1er janvier 1968.
- Denise R. Gamzon.Mémoires. Jérusalem. 1997[13].

## Honneurs
- Terrain de sports Denise et Robert Gamzon, 29 Rue de la Lancette dans le 12e arrondissement de Paris[17], 2018[18].